# Bodtjärnen (Brunflo socken, Jämtland)
Bodtjärnen är en sjö i Östersunds kommun i Jämtland och ingår i Ljungans huvudavrinningsområde. Sjön har en area på 0,234 kvadratkilometer och ligger 382,7 meter över havet. Sjön avvattnas av vattendraget Svedjebäcken.

## Delavrinningsområde
Bodtjärnen ingår i det delavrinningsområde (699053-145949) som SMHI kallar för Utloppet av Bodtjärnen. Medelhöjden är 395 meter över havet och ytan är 1,1 kvadratkilometer. Det finns inga avrinningsområden uppströms utan avrinningsområdet är högsta punkten. Svedjebäcken som avvattnar avrinningsområdet har biflödesordning 4, vilket innebär att vattnet flödar genom totalt 4 vattendrag innan det når havet efter 234 kilometer. Avrinningsområdet består mestadels av skog (78 procent). Avrinningsområdet har 0,23 kvadratkilometer vattenytor vilket ger det en sjöprocent på 20,8 procent.